# كيت مورغان
كيت مورغان (بالإنجليزية: Kate Morgan)‏ هي خادمة المنزل أمريكية، ولدت في 1864 في مقاطعة فريمونت في الولايات المتحدة، وتوفيت في 28 نوفمبر 1892 في كورونادو في الولايات المتحدة.